# Крвави дијамант
Крвави дијаманти (који се називају и конфликтни дијаманти, смеђи дијаманти, врући дијаманти или црвени дијаманти ) су дијаманти ископани у ратној зони и продати за финансирање побуна, ратних напора освајачке војске или активности војних лидера. Израз се користи да истакне негативне последице трговине дијамантима у одређеним областима или да се појединачни дијаманти означе као да долазе из таквог подручја. Дијаманти ископани током скорашњих грађанских ратова у Анголи, Обали Слоноваче, Сијери Леоне, Либерији, Гвинеји и Гвинеји Бисау су добили ознаку.    Израз конфликтни ресурс односи се на сличне ситуације које укључују друге природне ресурсе.

## Историја

### Ангола
Извештаји су проценили да се чак 21% укупне производње дијаманата током 1980-их продавало у илегалне и неетичке сврхе, а 19% је било специфично конфликтне природе.  До 1999. године, нелегална трговина дијамантима је смањена на 4% светске производње дијаманта, проценио је Светски савет за дијаманте.   Светски савет за дијаманте известио је да је до 2004. овај постотак пао на приближно 1% и до данас се Светски савет за дијаманте односи према илегалној трговини као практично елиминисаној, што значи да више од 99% продатих дијаманата има легалну позадину. 
Упркос Резолуцији УН-а, УНИТА је била у могућности да настави с продајом или трговином неким дијамантима како би финансирала своје ратне напоре. УН су кренуле да открију како се одвија ова преостала недозвољена трговина и поставиле су канадског амбасадора Роберта Фаулера да истражи. 2000. године је израдио Фаулеров извештај, у којем су наведене земље, организације и појединци који су укључени у трговину. Овај извештај је заслужан за успостављање везе између дијаманата и сукоба трећег света,  и водио је директно до Резолуције 1295 Савета безбедности Уједињених нација, као и Кимберли процеса сертификације. Ипак, након што је извештај објављен 2013. године, кријумчари из ових афричких земаља продавали су крваве дијаманте путем мање софистицираних канала, попут постова на друштвеним медијима. А вештачки дијаманти из Анголе, произведени од стране УНИТА, пласирани су у Камерун да би добили камерунски сертификат о натурализацији да би се потом продали као легитимни. 

### Обала Слоноваче
Обала Слоноваче почела је развијати нову индустрију за вађење дијаманата у раним деведесетим. Државни удар је свргнуо владу 1999. године, започињући грађански рат. Земља је постала рута за извоз дијаманата из Либерије и ратом разорене Сијера Леоне.   Стране инвестиције су се почеле повлачити из Обале Слоноваче. Како би умањила илегалну трговину, држава је зауставила сву експлоатацију дијаманата, а Савет безбедности УН забранио је сав извоз дијаманата из Обале Слоноваче у децембру 2005. године. Ова забрана трајала је око десет година, али је касније укинута у априлу 2014. када су чланови Савета УН гласали да обуставе санкцију. Званичници Кимберли процеса такође су у новембру 2013. године обавестили да је Обала Слоноваче производила занатске дијаманте. 
Упркос санкцијама УН-а, у Обали Слоноваче и даље постоји недозвољена трговина дијамантима. Небрушени дијаманти се извозе из земље у суседне државе и међународне трговинске центре кроз део земље под контролом северних снага Нувела, група за коју се извештава да користи ова средства за поновно наоружавање.  

### Демократска Република Конго
Демократска Република Конго (раније Заир) претрпела је бројне ратове и пљачке у деведесетим,  али је била члан Кимберли процеса од 2003. године и сада извози око 8% светских дијаманата.  ' Међутим, чак и данас постоји упозорење у вези са дијамантима који потичу из овог подручја  пошто је било више случајева лажних Кимберли потврда које су праћене драгуљима. Некада један од најпознатијих и непроцењивих дијаманата компаније Де Бирс, Д-боја 777 carats (155,4 g) Миленијумска звезда откривена је у ДРК и продата је компанији Де Бирс, у отвореној аукцији са другим купцима дијаманата, између 1991. и 1992. године. 

### Либерија
Од 1989. до 2003. године, Либерија је била умешана у грађански рат. 2000. године, УН су оптужиле либеријског председника Чарлса Г. Тејлора да је подржавао побуне Револуционарног уједињеног фронта (РУФ) у суседном Сијери Леоне оружјем и обуком у замену за дијаманте.  2001. године, Уједињене нације су примениле санкције на либеријску трговину дијамантима. У августу 2003. године, Тејлор је одступио са функције председника и након протеривања у Нигерију суочио се са суђењем у Хагу. 21. јула 2006. године, изјаснио се да није крив за злочине против човечности и ратне злочине,  за које је у априлу 2012. проглашен кривим. 30. маја 2012. године почео је педесетогодишњу казну у затвору високе безбедности у Великој Британији. 
Отприлике, током бомбашких напада на амбасаде Сједињених Држава 1998. године, Ал-Каида је наводно куповала драгуље од Либерије јер су нека од њених других финансијских средстава била замрзнута. 
Пошто је поново стекла мир, Либерија покушава да конструише легитимну индустрију за вађење дијаманта. УН је укинуо санкције и Либерија је сада члан Кимберли процеса. 
Међутим, у децембру 2014. године, пријављено је да су либеријски дијаманти делимично произведени коришћењем дечијег рада према листи робе коју производи Дечји рад или принудни рад америчког Министарства рада.

### Сијера Леоне
Грађански рат је започео 1991. године и трајао до 2002. године, коштајући најмање 50.000 живота и проузрокујући локалном становништву убиства, осакаћења, силовања, мучења и отмице, углавном због бруталних ратова које је водила побуњеничка група Револуционарни уједињени фронт (РУФ). Револуционарни Уједињени фронт (РУФ) тврдио је да подржавају правду и демократију у почетку, али су касније почели да контролишу села и спречавају локалне људе да гласају за нову владу одсекавши им удове. Жртве су укључивале децу и новорођенчад. Створио је бројне примере физичких и психичких повреда широм Сијера Леонеа. 
Штавише, заузели су и руднике дијаманта како би добили приступ финансирању и сталну подршку њиховим акцијама.  На пример, за то време, РУФ је експлоатисао до 125 милиона долара вредности дијаманата годишње. Пошто су се дијаманти користили као извор финансирања, они су такође створили могућности за утају пореза и финансијску подршку криминалу.  Стога је Савет безбедности Уједињених нација 2000. године увео санкције на извоз дијаманата, које су затим укинуте 2003. године. Према вестима Националне географије, сви ти грађански ратови и сукоби које су створиле побуњеничке групе резултирале су са преко четири милиона смрти афричког становништва и повредама преко два милиона цивила.  Друга најновија статистика конфликтних дијаманата из Статистичког мозга, открила је да је Сијера Леоне наведена као друга у производњи конфликтних дијаманата, која је приказана као 1% светске производње, након Анголе, која је у 2016. произвела 2,1%. 15% производње дијаманата Сијера Леоне су конфликтни дијаманти. То показује да производња конфликтних дијаманата и даље постоји у Сијери Леоне. 
Према Извештајима о праксама људских права у Африци из Сједињених Држава из 2005., озбиљна питања људских права и даље постоје у Сијери Леоне, иако је 11-годишњи грађански сукоб званично завршен до 2002. Сијера Леоне је и даље у нестабилној политичкој ситуацији, иако је земља изабрала нову владу. Огромне последице крвавих дијаманата и даље су главни проблем у Сијери Леоне. Један од највећих проблема је да се људи још увек злостављају од стране безбедносних снага, укључујући силовање и употребу претеране силе над затвореницима, укључујући тинејџере. Злостављање деце и дечији рад су други озбиљни проблеми који су се догодили у Сијери Леоне након грађанских сукоба. Како им је потребан огроман број радника, безбедносне снаге су почеле да отимају и присиљавају младе да буду њихови робови; деца су била присиљена да се придруже њиховој војсци као војници, а жене су силоване. Чак су спалили читава села. Хиљаде мушкараца, жена и деце користе се као робови за скупљање дијаманата, а приморани су да голим рукама копају у блату дуж речних обала уместо да копају алатом.  
На основу извештаја, Истина о дијамантима: Сукоб и Развој од Глобалног Сведока, споменуто је да је Сијера Леоне наведена као друга најгора по индексу људског развоја Уједињене нације. Такође показује да Сијера Леоне и даље полако напредује, у 2016. години, у различитим аспектима као што су, на пример, образовање, здравство и људска права, од 1990. године, која је такође година у којој су се сукоби догодили у Сијери Леоне. Показује да је то огромна последица крвавих дијаманата који су унети у Сијера Леоне.  Иако је рат завршен 2002. године и влада је покушала побољшати и прилагодити сарадњу индустрије дијаманата. Сијера Леоне је резултирала повећањем од преко 140 милиона америчких долара у 2005. години и покушала је процентуално вратити извозни порез заједницама за ископавање дијаманата. Међутим, то ништа није побољшало - новац није дошао до јавности и није пружио корист никоме у заједници. На примјер, Коно округ у Сијери Леоне експлоатисан је 70 година, али они још увијек немају основна постројења, попут оних за електричну енергију и поправке путева. Куће су уништене због грађанских ратова.  Такође се испитују неетичка питања како побуњеничке групе третирају мештане. Користили су испирање мозга на неискусној младој деци и присиљавали их да буду деца војници јер су изгубили личну слободу и права под командом која је укључивала насиље и застрашивање.   

### Република Конго
Република Конго (Конго-Бразавил) избачена је из Кимберли процеса 2004. године јер је, упркос томе што није имала званичну индустрију за вађење дијаманата, земља извозила велике количине дијаманата, чије порекло није могла детаљно објаснити. Такође је оптужена да је лажирала потврде о пореклу. Република Конго поново је прихваћена 2007. године. 

### Зимбабве
Дијаманти Зимбабвеа се не сматрају конфликтним дијамантима према Кимберли процесу сертификације.
У јулу 2010. године, Кимберли процес сертификације се сложио да дијаманти из спорних земаља Маранге дијамантских поља могу бити продати на међународном тржишту,  након што је извештај Кимберлијевог контролора месец дана раније описао дијаманте ископане са поља као без конфликта. 

## Конфликтна дијамантска кампања
Глобални сведок је једна од првих организација која је открила везу између дијаманата и сукоба у Африци у свом извештају из 1998. године под називом „Груба трговина“.   Доношењем Резолуције 1173 Савета безбедности Уједињених нација 1998. године, Уједињене нације су такође идентификовале проблем конфликтних дијаманата као средство за финансирање рата. Фаулеров извештај из 2000. године детаљно је објаснио како УНИТА финансира своје ратне активности, а у мају 2000. довео је директно до усвајања Резолуције 1295 Савета безбедности Уједињених нација и састанка земаља које производе дијаманте из јужне Африке, у Кимберлију у Јужној Африци, како би се планирао начин којом би се могла зауставити трговина конфликтним дијамантима, а купци дијаманата могли би бити сигурни да њихови дијаманти нису допринели насиљу.   У овој резолуцији Савет безбедности је написао: 
 Поздравља се предлог да се сазове састанак стручњака ради осмишљавања система контрола како би се олакшало провођење мера садржаних у Резолуцији 1173 (1998), укључујући споразуме који би омогућили већу транспарентност и одговорност у контроли дијаманата од тачке њиховог порекла па све до берзи, наглашава се да је важно да, осмишљавањем такве контроле, учини сваки напор да се избегне наношење колатералне штете легитимној трговини дијамантима, и поздравља намеру Јужноафричке Републике да буде домаћин битне конференције ове године .  

### Кимберли процес сертификације
Дана 19. јула 2000. године, Светски конгрес дијаманата у Антверпену усвојио је резолуцију за јачање способности индустрије дијаманата да блокира продају конфликтних дијаманата.   Резолуцијом се тражи да се међународни систем сертификације извоза и увоза дијаманата, законодавство свих земљама прихвате само званично запечаћене пакете дијаманата, да земље подносе кривичне пријаве против свих који тргују конфликтним дијамантима и успостави забране било које појединачне трговине конфликтним дијамантима на дијамантским берзама Светске федерације дијамантских берзи. Кимберли процес су у почетку водили Јужна Африка као председник и Канада као потпредседник и од тада се сваке године бирају нове државе и председавајуће земље како би се одржала легитимност њихове праксе.  Овај систем прати дијаманте од рудника до тржишта и регулише рад полиције која се односи на извоз, производњу и продају производа. Такође у туристичким земљама попут Дубаија и Уједињеног Краљевства. Свим члановима Кимберли-а није дозвољено трговати са нечланицама.  Пре него што се драгом камењу дозволи да се преко аеродрома транспортује у друге земље, власник драгуља мора да преда Кимберли сертификат или га добије од реномираног адвоката. Купац би такође требало да захтева сертификат када драгуљи дођу до малопродаје како би се осигурало њено порекло. 
Од 17. до 18. јануара 2001. године, индустрија дијаманата сазвала је и формирала нову организацију, Светски савет за дијаманте. Ово ново тело требало је да изради нови поступак, којим би се сва дијамантска сировина могла сертификовати као да потичу из неконфликтних извора. 
КПС-у је дато одобрење од УН-а 13. марта 2002,  а у новембру, након две године преговора између влада, произвођача дијаманата и невладиних организација, створен је Кимберли процес сертификације.
Кимберли процес покушао је смањити проток конфликтних дијаманата, помогао у стабилизацији слабо развијених земаља и подржао њихов развој. Како је Кимберли процес отежао живот криминалцима, он је на легално тржиште довео велике количине дијаманата који иначе не би завршили тамо. То је повећало приходе сиромашних влада и помогло им да се носе са изазовима у развоју својих земаља. На пример, дијаманти вредни око 125 милиона долара легално су извезени из Сијере Леоне 2006. године, у поређењу са готово ниједним крајем 1990-их. 

### Недостаци и критике
Кимберли процес на крају није успео да заустави проток крвавих дијаманата, што је довело кључне заговорнике попут Глобалног сведока да одустану од процеса.  Поред тога, не постоји гаранција да су дијаманти са Кимберли процес сертификатом заправо неконфликтни. То је због природе корумпираних владиних службеника у водећим земљама које производе дијаманте. Уобичајено је да се ови званичници поткупљују са 50 до 100 долара дневно у замену за папирологију која изјављује да су крвави дијаманти сертификовани из Кимберли процеса. 

### Транспарентност
Кимберли систем покушао је повећати транспарентност влада присиљавајући их да воде евиденцију о дијамантима које извозе и увозе и колико они вреде. Теоретски би то показало владама њихове финансије тако да могу бити сматрани одговорним за то колико троше у корист становништва у земљи. Међутим, непоштовање од земаља попут Венецуеле довело је до неуспеха одговорности. 
Компанија Материалитик тврди да може пратити порекло готово сваког дијаманта помоћу ласерско-индуковане спектроскопије распада.  Међутим, не може се знати да ли је дијамант купљен на интернету крвав или не. 

## Одговори политике

### Америчка политика
Дана 18. јануара 2001., председник Бил Клинтон издао је Извршну наредбу 13194 којом је забранио увоз небрушених дијаманата из Сијере Леоне у Сједињене Државе у складу са резолуцијама УН-а.  22. маја 2001., председник Џорџ В. Буш издао је Извршну наредбу 13213 којом је забранио увоз небрушених дијаманата из Либерије у Сједињене Државе. Уједињене нације су препознале Либерију као део цевовода за конфликтне дијаманте из Сијера Леонеа. 
Сједињене Државе донијеле су Закон о трговини чистим дијамантима (ЗТЧД) 25. априла 2003. године,  имплементиран 29. јула 2003. године Извршним наређењем 13312.   ЗТЧД је увела законодавство за спровођење закона о ЗТЧД у Сједињеним Државама. Примена овог закона била је кључна за успех ЗТЧД, јер су Сједињене Државе највећи потрошач дијаманата. ЗТЧД наводи: „Као потрошач већине светских залиха дијаманата, Сједињене Државе имају обавезу да помогну раскинути везу дијаманата и сукоба и подстаћи их да примене ефикасно решење.
Државно министарство Сједињених Држава такође има канцеларију специјалног саветника за конфликтне дијаманте. Од 14. октобра 2015. ту функцију обавља Ешли Орбак. 

### Канадска политика
Током деведесетих година 20. века у Северној Канади откривена су подручја богата дијамантом. Канада је један од кључних играча у индустрији дијаманата. Партнерство између Африке и Канаде је створено 1986. године ради помоћи у току кризе у Африци. Ова организација је такође део Иницијативе за развој дијаманата. Иницијатива за развој дијаманата помаже у побољшању и регулисању легалне индустрије дијаманата.
Кимберли процес покренут је у мају 2000. године од стране Јужне Африке, а Канада је била главни поборник покретања програма. Канада је сада усвојила неколико закона који помажу да се заустави трговина конфликтним дијамантима. Закони се баве извозом и увозом небрушених дијаманата, као и начином на који се преносе. У децембру 2002. године канадска влада усвојила је Закон о извозу и увозу небрушених дијаманата. Овај закон делује као систем који помаже у контроли увоза, извоза и транспорта небрушених дијаманата кроз Канаду. Закон о извозу и увозу небрушених дијаманата такође каже да је Кимберли процес минимални захтев за сертификацију небрушених дијаманата, а сертификат је такође потребан за све пошиљке дијаманата. Овај сертификат се зове Канадска потврда, она дозвољава службенику да заплени било коју пошиљку дијаманата која не испуњава захтеве Закона о извозу и увозу сирових дијаманата. 
Влада северозападних територија Канаде (ВСЗТ) такође има јединствени програм сертификације. Они нуде владину потврду за све дијаманте који су ископани, брушени и полирани на северозападним територијама Канаде. Канадски дијаманти се прате од рудника, током процеса рафинисања, до малопродајног драгуљара, са јединственим дијамантским идентификационим бројем (ДИБ), написаним на дијамантском појасу. Да бисте добили овај сертификат, потребно је избрусити и полирати дијамант у СЗТ.

## Технолошки одговор
Појавиле су се техничке службе које би могле деловати као решење за праћење кретања дијаманата преко граница. Сервис је покренут у јулу 2016. који омогућава менаџерима да праве системе користећи блокчејн базу података за праћење висококвалитетних или високо регулисаних ставки кроз ланац снабдевања. Евелеџр је један који користи такав систем да "сними кретање дијаманата из рудника до златара" и један је од оснивачких клијената новог блокчејн-базираног сервиса за праћење из ИБМ.

## У популарној култури
- Конфликтни дијаманти су главна тачка радње читавог филма о Џејмс Бонду " Умри други дан" (2002).
- Поријекло Кимберли Процеса адаптирано је у филму Еда Звика Крвави дијамант (2006) у ком играју Леонардо Дикаприо и Џимон Хансу. Филм је помогао у истицању контроверзе око конфликтних дијаманата и довео до подизања свести широм света о умешаности западне Африке у трговину дијамантима.
- Истражитељи из Мајамија у епизоди "Човек пао" (2007) укључују трговину афричким крвавим дијамантима.
- Место злочина: Њујорк у епизоди "Није као што изгледа" (2006) укључују причу када је група пљачкаша украла крваве дијаманте, а човек који их је унео у земљу их је желио назад.
- Епизода серије Закон и Ред "Војник среће" (2001) укључује убиство дијамантног посредника који има сазнања о вези крвавих дијаманата између Сијера Леонеа и швајцарске компаније за дијаманте.
- Документарни филм данског режисера Мес Бругера Амбасадор (2011) скреће пажњу на трговину дипломатским пасошима како би зарадио новац крвавим дијамантима.
- У видео игри Дијамантско поверење из Лондона играчи се такмиче како би извукли дијаманте из Анголе пре примене Кимберли процеса.
- Ремикс верзија победничке Греми песме Дијаманти из Сијере Леоне коју је извео амерички уметник Канје Вест, садржи стихове који описују трговину крвавим дијамантима у Сијера Леонеу и коментарише несвесност западне јавности о пореклу дијаманата повезаних са сукобима.
- Крвави дијаманти служе као играчева валута у видео игри Фар Крај 2, прибављајући их мисијама од двеју ратних фракција или из чуваних актовки. Један од завршетака такође укључује испоруку актовке украдених дијаманата граничном стражару као мито.
- Крвави дијаманти је наслов трилер-научно фантастичне књиге од Џона Ланда, ауторско право  Land, Jon (2002). Blood Diamonds. Tom Doherty Associates. ISBN 0-765-30226-8.
- Игра Сплинтерова Ћелија: Црна листа из 2013. године садржи необавезну мисију: инфилтрирање и гашење рудника крвавих дијаманата у Екваторијалној Гвинеји.
- Хаваји 5-0 (2010) епизода "Калеле" врти се око кријумчарења конфликтних дијаманата.
- Тамилски филм из 2009. године Ајан приказује како је побуњеничка група у Демократској Републици Конго продала крваве дијаманте међународним купцима како би у замену купили пушке АК-47